# Pölla
Pölla – gmina targowa w Austrii, w kraju związkowym Dolna Austria, w powiecie Zwettl. Liczy 945 mieszkańców (1 stycznia 2014).